# Coptolobus
Coptolobus is een geslacht van kevers uit de familie van de loopkevers (Carabidae). De wetenschappelijke naam van het geslacht is voor het eerst geldig gepubliceerd in 1857 door Chaudoir.

## Soorten
Het geslacht Coptolobus omvat de volgende soorten:
- Coptolobus anodon Chaudoir, 1879
- Coptolobus ater Andrewes, 1936
- Coptolobus glabriculus Chaudoir, 1857
- Coptolobus latus Andrewes, 1923
- Coptolobus lucens Banninger, 1935
- Coptolobus omodon Chaudoir, 1879